# Laviot
Laviot, nommé aussi Ban de Laviot, est un tout petit hameau du village belge de Rochehaut, aujourd'hui section de la ville belge de Bouillon située en Région wallonne dans la province de Luxembourg.

## Géographie
Ce hameau est situé sur la Semois. 49° 50′ 31″ N, 4° 59′ 02″ E

## Histoire
Laviot comptait une seigneurie à la fin du XVIIIe siècle.
Lorsque l'ancien Duché de Bouillon fut réuni à la France, Laviot  est affecté au canton de Bouillon, avec le statut de commune, par le décret du 4 brumaire an IV modifié par le Conseil des Cinq-Cents, le 26 fructidor an IV.
Le Dictionnaire universel, géographique, statistique, historique et politique de la France, tome.3, indique, pour l'an XIII, une population de 30 habitants.
Cette commune fut affectée au Royaume des Pays-Bas par le Traité de Paris (1815).
Les archives de l'État en Belgique indiquent qu'elle resta avec un statut de commune jusque 1823 
En 1858, un projet de loi est soumis, qui a pour objet de former une nouvelle commune sous le nom de Rochehaut, formée des sections de Rochehaut et de Laviot faisant alors partie de la commune de Vivy et de la section de Frahan appartenant alors à la commune de Corbion

## Économie
Il y eut, au mitan du XIXe siècle, l'exploitation d'une ardoisière. Les ardoises étaient expédiées par la rivière et gagnaient la vallée de la Meuse par le territoire français. L'on extrayait déjà des ardoises à Laviot vers 1810. L'ouverture de la première carrière remonterait à 1826.
Aujourd'hui, mis à part l'exploitation forestière, un camping en assure toute l'activité économique.